# 岩田幸彰
岩田 幸彰（いわた ゆきあき、1916年（大正5年）7月25日 - 1994年（平成6年）3月15日）は、日本の会社役員及び日本ヨット協会役員、そして日本オリンピック（JOC）委員である。
長きに渡り日本オリンピック委員を務め、1964年東京オリンピック招致活動と運営に尽力。そして1972年札幌オリンピック招致活動成功の功労者の一人である。

## 生涯

### 生い立ち
1916年（大正5年）、父・岩田幸美と母・道子の長男として生まれる。
成城高校を卒業後、1938年（昭和13年）4月、東京帝国大学法学部政治学科に入学。
高校生の頃からスキーの滑降回転複合競技で大会に出場するなどスポーツを嗜んでいたが、東京帝国大学ではヨット部に所属し、1941年（昭和16年）の全日本選手権で東京帝国大学（東京大学）が明治神宮競技大会夏季海洋競技で初優勝した時の東京帝大ヨット部主将であり、雑誌「体育日本」に「暁の超特急」吉岡隆徳と並んで「競技界優秀選手十傑」に選ばれている。東京帝大ヨット部を優勝させるために敢えて卒業を一年遅らせるほどヨット競技に熱中しており「ヨット部を強くする会」を作り資金集めをしていたという。。
このように明るく実行力のある人物であり、ヨット仲間や親しい人々からは「岩ちん」の愛称で呼ばれていた。
同年12月、東京帝国大学卒業後、横浜正金銀行に入行。
しかし翌年の1942年（昭和17年）、軍事召集され、中国南部に出征する。1946年（昭和21年）に復員。そして同年の横浜正金銀行解散により緑屋貿易に課長待遇で転職し、日本ニューゴールド取締役営業部長を経て、1951年（昭和26年）英国貿易商社であるコーンズ・アンド・カンパニー東京本社に入社し機械部長を務めた。
日本ヨット協会（現・日本セーリング連盟）にも加入し常務理事を勤め、1951年（昭和26年）には財務理事にも就任し、国際ヨット連盟の総会に出席した際には8ミリフィルムで各国のヨット界の状況を撮影し帰国後ヨット仲間に巡回しながら披露するなど、日本におけるヨット競技の普及に努めた。

### 田畑政治とオリンピック
1956年（昭和31年）、田畑政治が選手団長を務めたメルボルンオリンピック日本選手団に
日本ヨット協会を代表してヨット競技視察員として参加。その際に東大ヨット部からの繋がりがあった東龍太郎の紹介により田畑団長の渉外秘書も務めることになった。
メルボルン五輪ではヨット視察員としての仕事をこなしながら、田畑とは出発から帰国まで共にし田畑のありとあらゆる動向を補佐し、田畑の命により各国のIOC委員の名前と顔を覚え岩田自身の顔も売り、競技や式典などの「オリンピック運営のやり方」を勉強しながら慌ただしいメルボルン五輪の日々を送った。帰国後、自分の意見も踏まえた詳細なヨット競技報告書を提出。そして田畑政治の突飛でもない行動に巻き込まれつつも人柄に魅力を感じたことで、以降、「田畑政治とオリンピック活動」に関わって行くことになる。
1957年（昭和32年）より日本オリンピック委員に任命され、日本オリンピック委員会に入る。
1958年（昭和33年）に東京で行われた第３回アジア競技大会
では参事を務め、東京で行われたIOC総会では準備委員を務め
、準備委員長であった竹田恒徳を補佐した。
1960年ローマオリンピックの時にはオリンピック運営を学ぶためにローマに約1年間派遣され、ローマオリンピック組織委員会のガローニ事務総長の隣の部屋を特別に用意してもらい、予算も含めたオリンピックの競技全般と関連業務全般の運営、そしてオリンピック後の後始末についてまで学んだ。
1964年東京オリンピック招致活動に大いに関わり、東京オリンピック招致使節団員となり欧州を歴訪し、東京オリンピックが決定した1959年（昭和34年）ミュンヘンIOC総会にも出席した。
1964年東京五輪組織委員会では渉外部長と企画室長を兼任。また儀典課長や通訳課長も兼任し、アベリー・ブランデージIOC会長が1964年東京オリンピック開会式の時に「出来ることなら日本で挨拶したい」と希望した際に、開会式当日の朝、ブランデージ会長の日本語の上達振りを試験するなど、1964年東京オリンピック運営に大いに貢献した。

### 札幌オリンピック招致スピーチ
1972年札幌オリンピック招致活動では、1966年（昭和41年）4月26日のIOCローマ総会で招致演説プレゼンテーションを行った。
「冬季オリンピック札幌招致は1940年からの札幌市民のみならず日本国民が永らく願い続けた悲願である」「東京オリンピックの経験を活かし、札幌オリンピックは更に素晴らしい物になる」と述べ、更に「夏期オリンピックの花は東京で見事に咲いた。今度は1940年に一度咲くはずだった花を30年間、雪に埋もれてしまっていた雪の花を是非とも1972年に札幌で咲かせて欲しい。」と力強く訴えて「札幌のプレゼンテーションが一番優れていた」と好評を得て、不利となっていた招致を成功させた一助となった。

### オリンピック活動
オリンピック関連の国際会議で活躍する「JOCの外国語要員」として重用された一方で、「国内オリンピック委員会の各国連合体」の創設を提案するなど、日本のみならず国際的なオリンピック活動を推進した。
そして日本オリンピック常任委員を40年近く務めその名誉委員となる。
その一方で1969年の時点でアベリー・ブランデージのIOC会長退任に伴う「オリンピックの商業化」に懸念を表明し、「1964年東京オリンピックの仕事をしていた当時からずっと矛盾を感じていた」「今のオリンピックは落ちるところまで落ちるだろう」「いずれ近代オリンピックには終わりが来る」との見解を示していた。
またインターフェイス・コンサルタンツ社長など主に会社役員として活動し、東急国際ホテル常務取締役を務めていた時期に、映画「トラ・トラ・トラ!」制作の時に監督であった黒澤明の提案で、財界人の集まりである「東京キワニスクラブ」に声が掛かり、素人出演者の一人として「第六艦隊司令長官清水光美中将」役として配役され、軍服着用の上での制作記者会見にも登場した。
しかし黒澤明の降板劇により東京キワニスクラブが「黒澤明が関わらなければ協力しない」と出演依頼を引き揚げてしまい、映画出演が立ち消えとなった。
1982年（昭和57年）4月29日、藍綬褒章を授章した。

### 死去
1994年（平成6年）3月15日、心不全のため死去。1998年に開催予定であった長野オリンピックに「力を貸して欲しかった」と関係者から大いに惜しまれた。
そして没後、正六位及び勲五等双光旭日章を追賜された。

## 関連作品
テレビドラマ
- NHK大河ドラマ『いだてん〜東京オリムピック噺〜』（2019年、演：松坂桃李）